# Джапаридзе, Константин Ясонович
Константин Ясонович Джапаридзе (груз. კონსტანტინე (კოწია) იასონის ძე ჯაფარიძე, 12 января 1884, Шардомети, Рачинский уезд, Кутаисская губерния, Российская империя — 1940) — грузинский политик, член Учредительного собрания Грузии.

## Биография
Окончил юридический факультет Харьковского университета.
С 1905 года являлся членом фракции «меньшевиков» Российской социал-демократической рабочей партии. В 1910-х годах работал адвокатом в Тифлисе. В 1917 году избран членом Национального совета Грузии.
Подписал Декларацию независимости Грузии от 26 мая 1918 года
В 1918 году избран членом парламента Демократической Республики Грузии, 12 марта 1919 года — членом Учредительного собрания Республики Грузия по списку Социал-демократической партии Грузии, член палаты общин и конституционной комиссии. Был исполняющим обязанности секретаря Учредительного собрания Грузии.
В 1921 году, после советизации Грузии, остался в Грузии, жил в своей родной деревне и участвовал в движениях сопротивления. Арестован в начале 1923 года. 31 июля 1926 года был приговорён к трём годам ссылки в Сибирь. Ссылку отбывал в Иркутске.
Арестован 22 февраля 1933 года по ст. 58-10, 58-11 УК РСФСР и 29 октября 1933 года и осуждён ОСО Коллегии ОГПУ (тройка). Освобожден из заключения, поскольку срок предварительного заключения был зачтён в срок отбывания наказания. Реабилитирован 17 ноября 1989 года Прокуратурой Красноярского края.